# George Bowles
Sir George Bowles, né en 1787 dans le Witshire (Comté de Wits), sud-ouest de l'Angleterre, mort le 21 mai 1876 dans sa résidence de Berkley Street à Londres, est un général britannique du XIXe siècle, il fut Gouverneur de la Tour de Londres. Il participa aux guerres napoléoniennes, et à la répression de la Rébellion des Patriotes au Canada.

## Biographie

### Famille
Il est le second fils sur huit enfants de William Bowles et Dinah Frankland.

### Carrière

#### Débuts
- En 1804, il obtient un brevet d'enseigne au 1er bataillon des Coldstream Guards.
- En 1805 et 1807, il sert en Allemagne du nord sous les ordres de Sir William Cathcart, il est présent lors de la première bataille de Copenhague.

#### Guerre d'indépendance espagnole
- De 1808 à 1814, il débarque au Portugal avec le futur Duc de Wellington. Il est à la 2e bataille de Porto (mai 1809), à la bataille de Talavera (juillet 1809), à la bataille des Arapiles (juillet 1812), au second et troisième siège de Badajoz (1811-1812), au second siège de Ciudad Rodrigo (janvier 1812), au siège de Burgos (septembre-octobre 1812) et termine par la Campagne de Vitoria et des Pyrénées (1813-1814).

#### Campagne de Belgique
- Le 15 juin 1815, il prend part au Bal de la Duchesse de Richmond, la veille de la bataille des Quatre Bras où il combat, ainsi qu'à la bataille de Waterloo comme capitaine des Coldstream Guards.

#### De George III à Guillaume IV
- De 1815 à 1817, il est en poste à Paris avec les troupes d'occupations coalisées.
- De 1818 à 1820, il est au Canada en tant que secrétaire militaire du Gouverneur du Haut-Canada, le Duc de Richmond.
- De 1820 à 1825, il est aux Indes Occidentales Anglaises (West Indies) en tant que député-adjudant-général.

#### Ère Victorienne
- De 1827 à 1843, de nouveau au Canada, pendant la Rébellion des Patroites (1837-1838), il exerce le commandement des troupes le long de la frontière des États-Unis. Il devient colonel
- De 1843 à 1844, il rentre au Royaume-Uni comme demi-solde. Il exerce la fonction d'intendant de la maison du vice-roi d'Irlande à Dublin.
- En 1845, il devient directeur de la Maison de la reine Victoria sur recommandations du duc de Wellington.
- En 1846, il est promu major-général.
- En 1851, il devient Lieutenant-Gouverneur de la Tour de Londres après avoir résigné sa charge de directeur de la maison de la reine.
- En 1854, il est promu lieutenant-général, et dirige le 1st West India Regiment.
- En 1861, il est promu général plein.

## Décoration
- Chevalier-commandeur de l'ordre du Bain (1851).

## Sources
- (en) Cet article est partiellement ou en totalité issu de l’article de Wikipédia en anglais intitulé « George Bowles (British Army officer) » (voir la liste des auteurs).
- Gustave Vapereau, Dictionnaire universel des contemporains (4e édition) Hachette, 1870, p. 260